# アドルフ・ヒトラー特攻隊
アドルフ・ヒトラー特攻隊(あどるふひとらーとっこうたい 独: Stoßtrupp Adolf Hitler)は、1923年5月に結成された国民社会主義ドイツ労働者党指導者アドルフ・ヒトラーの護衛部隊である。1923年11月のミュンヘン一揆におけるクーデターに参加し、一揆の失敗後解散された。この後継組織として1925年に親衛隊(SS)が結成された。

## 概要
当時、陸軍大尉でナチ党に属していたエルンスト・レームは国軍の「第19迫撃砲中隊(19.Granatwerfer-Kompanie)」から護衛部隊を編成し『突撃隊(Sturmabteilung)』が結成された。

髑髏の紋章をあしらった「バルト義勇軍」旗

1923年初頭、ヒトラーは別の小部隊による護衛部隊を結成するように命じた。当初、この部隊はユリウス・シュレックとヨーゼフ・ベルヒトルトが指揮を執る8人からなる部隊で構成され、シュレックはプロイセン王国やドイツ帝国で精鋭部隊が使用していたシンボルである「トーテンコップ(Totenkopf)」を当時用いていたドイツ義勇軍にあやかり部隊の記章として用いた。

## 特攻隊に再編
1923年5月、この部隊は『アドルフ・ヒトラー特攻隊 (Stoßtrupp Adolf Hitler)』と改名され隊員はヒトラーに忠実なメンバーからなった。結成当初のメンバーは20人以下の規模であったが、後に隊員数は約100人近くにのぼった 。
1923年11月9日、特攻隊は突撃隊や他の義勇軍などと共にミュンヘン一揆に参加した。一揆の失敗後、ヒトラーは投獄され、突撃隊や特攻隊を含むすべての関連組織は解散された。

## 主な隊員

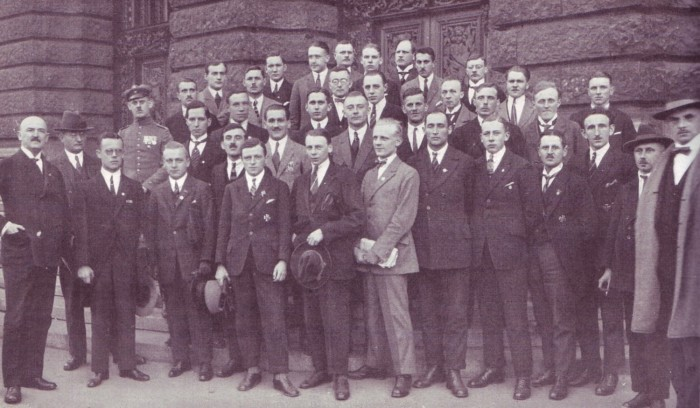
ミュンヘン一揆の裁判における特攻隊主要幹部の集合写真(1924年4月)

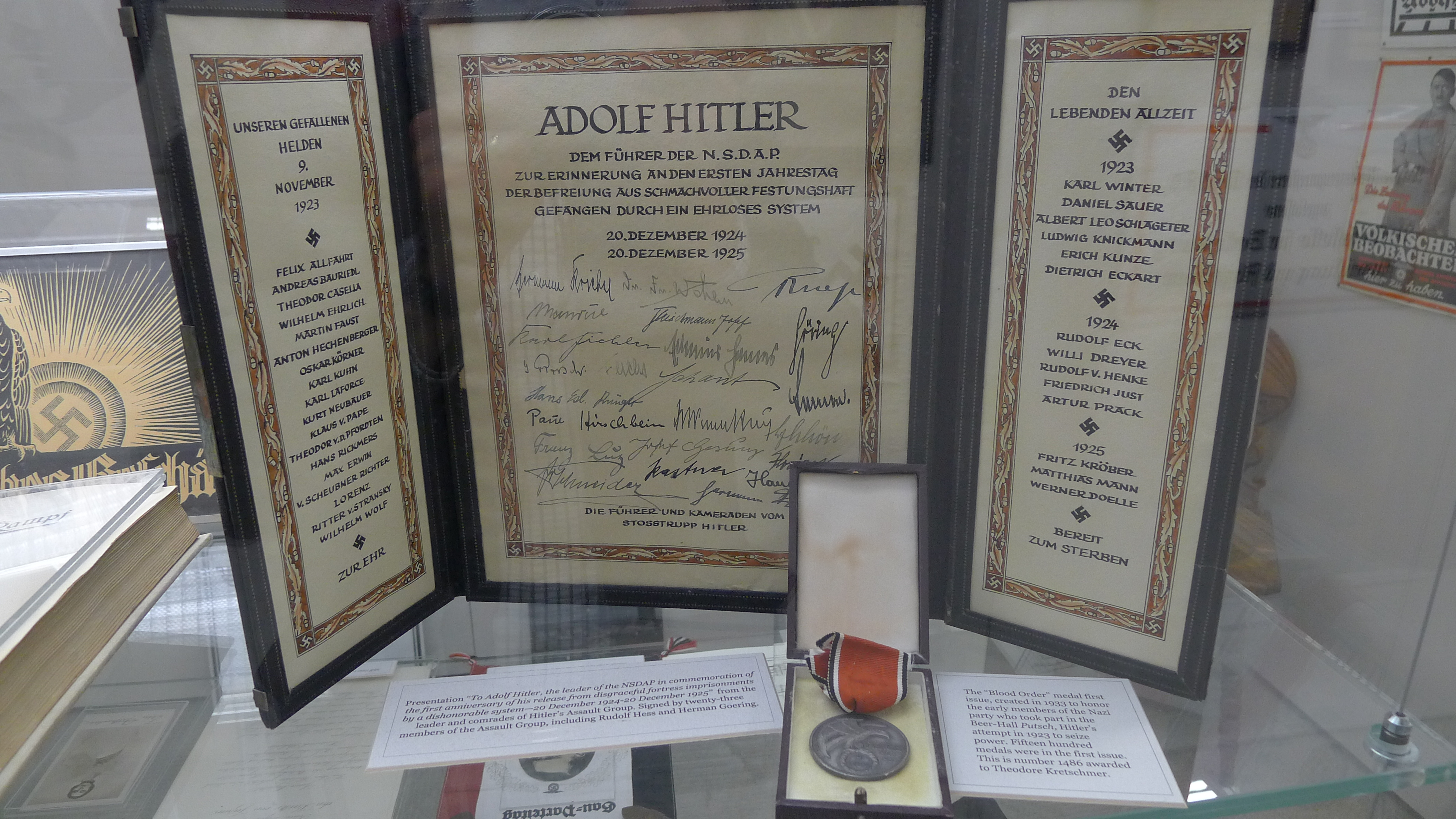
ミュンヘン一揆後、ヒトラーの釈放と党再結党を記念した1925年の元ヒトラー特攻隊幹部による寄せ書き（中央）と党殉教者名簿（ミュンヘン一揆の犠牲者（左）1923～1925年没の党員（右）

- ルドルフ・ヘス
- ユリウス・シュレック
- ヨーゼフ・ベルヒトルト
- エミール・モーリス
- エアハルト・ハイデン
- ウルリヒ・グラーフ
- クリスティアン・ヴェーバー
- カール・フィーラー
- ヴァルター・ブーフ